# Велики народни збор у Марићкој
Збор у Марићкој се одржава 1. и 2. августа сваке године. Празнује се православни празник Илиндан. Овај збор траје 2 дана и највећи је збор на подручју Републике Српске и Босне и Херцеговине. Упоредно са збором популарно је и камповање, па многи постављају своје шаторе на великој порти испред цркве. На збору сваке године гостују и многе естрадне звијезде међу којима су ; Бора Дрљача, Ћана Митровић, Вера Матовић, Миломир Миљанић, Митар Мирић, Гоци бенд, Остављени Крајишници и многи други певачи у програму учествују и Културно Уметничка Друштва као и многе изворне и ојкачке групе.